# 오사카 소년 탐정단
《오사카 소년 탐정단》(浪花少年探偵団 나니와 쇼넨탄테이단[*])은 히가시노 게이고의 추리 소설이다. 1993년 12월에는 속편인 《오사카 소년 탐정단 2》(단행본은 《시노부 선생님에게 안녕》이란 제목으로 출판)가 출판됐다.
‘오사카 소년 탐정단’이라 불리는 초등학생들과 그 담임 선생님인 다케우치 시노부의 이야기이다.
이 소설을 원작으로 한 드라마가 2000년 야마다 마리야를 주연으로 NHK 교육 텔레비전에서 방송됐다. 2012년 7월부터 9월까지는 TBS 파나소닉 드라마시어터 시간대에 다베 미카코 주연으로 방송되었다.

## 수록 작품

### 시노부 선생님의 추리
しのぶセンセの推理
- 등장인물
  - 후쿠시마 도모히로(福島 友宏) : 6학년 5반 남학생.
  - 후쿠시마 유키에(福島 雪江) : 도모히로의 어머니이자 후미오의 아내.
  - 후쿠시마 후미오
  - 야마다 도쿠코

### 시노부 선생님과 집 없는 아이
しのぶセンセと家なき子
- 등장인물
  - 가지노 마치코(梶野 真知子)
  - 아라카와 도시오(荒川 利夫)
  - 가지노 마사시(梶野 政司)

### 시노부 선생님의 맞선
しのぶセンセのお見合い
- 등장인물
  - 모토야마 마사오(元山 政夫)
  - 모토야마 다케오(元山 武夫)
  - 다나베(田辺)
  - 도무라(戸村)
  - 오하라 유리코(大原 ゆり子)

### 시노부 선생님의 크리스마스
しのぶセンセとクリスマス
- 등장인물
  - 후지카와 도모코(藤川 朋子)
  - 다카노 치카코(高野 千賀子)
  - 마쓰모토 고로(松本 悟郎)
  - 사카이 나오유키(酒井 直行)

### 시노부 선생님의 은혜
しのぶセンセを仰げば尊し
- 등장인물
  - 아사쿠라 나나(朝倉 奈々)
  - 아사쿠라 마치코(朝倉 奈々)
  - 미야모토 기요코(宮本 清子)
  - 이이즈카(飯塚)